# Acciona
Acciona — испанский конгломерат, специализирующийся на строительстве. Основан в 1997 году через слияние компаний Entrecanales y Tavora и Cubiertas y MZOV.

## История
История компании восходит к 1862 году, когда была основана железнодорожная компания Compañía del Ferrocarril de Medina a Zamora y de Orense a Vigo; в 1928 году она создала строительную дочернюю компанию MZOV. В 1978 году MZOV слилась с Cubiertas y Tejados, которая была основана в 1916 году в Барселоне. Результатом объединения стала компания под наименованием Cubiertas y MZOV. А в 1997 году компания слилась с ещё одной, основанной в 1931 году — Entrecanales y Tavora — и образовала компанию NECSO Entrecanales Cubiertas. Позже компания была переименована в Acciona.
В 1999 году была куплена доля в польской строительной компании Mostostal Warszawa, в 2018 году доля была увеличена до 62 %. В 2003 году был куплен испанский оператор ветряных электростанций Corporacion Energia Hidroelectrica de Navarra, переименованный в Acciona Energía. В 2005 году это направление было развито покупкой австралийской компании Pacific Hydro, также Acciona построила ветряные электростанции в Канаде, Франции и Германии.
В 2016 году подразделение по производству ветрогенераторов Acciona Windpower было продана немецкой компании Nordex. Это подразделение включало 4 завода в США, Бразилии и Испании, а также ещё один в Индии на стадии строительства. Взамен Acciona стала крупнейшим акционером в Nordex, получив 29,9 % акций, а в 2023 году увеличила долю до 47 %.
В 2021 году 15 % акций дочерней компании Acciona Energía были размещены на Мадридской фондовой бирже; эта компания занимается строительством и эксплуатацией электростанций возобновляемой энергетики (преимущественно ветряные электростанции), работает в 15 странах.

## Собственники и руководство
Контрольный пакет акций принадлежит семье Энтреканалес (55 %). Хосе Мануэль Энтреканалес (исп.) занимает пост председателя совета директоров и генерального директора.

## Деятельность
Основными направлениями деятельности компании является развитие инфраструктуры (строительство автомобильных и железных дорог, мостов, плотин, парковок, станций аэрации), сооружение общественных и жилых зданий. Дочерняя компания Acciona Energía осуществляет строительство электростанций и выработку электроэнергии. Другими направлениями деятельности являются опреснение воды, очистка сточных вод, вывоз мусора, уборка улиц и общественных зданий, управление аэропортами, логистика, финансовые услуги и виноделие.
Выручка за 2023 год составила 17 млрд евро, основными рынками для компании были Испания (28 %), другие страны Евросоюза (24 %), Австралия (15 %), Мексика (3 %), США (2 %).
В списке крупнейших публичных компаний мира Forbes Global 2000 за 2023 год Acciona заняла 1314-е место.